# 조 오튼
조 오튼(John Kingsley ("Joe") Orton, 1933년 1월 1일 ~ 1967년 8월 9일)은 영국의 극작가다.
그는 영국의 가장 날카로운 문장가이며 웨스트 엔드의 점잖은 관객의 비위를 거슬려 주는 데 제일인자이다. 안하무인격인 쾌활성, 고약한 취미의 유머(시체까지도 최고의 노리개감으로 다루고 있다)로 그의 작품은 '블랙 코미디'란 딱지가 붙어 있다. 라디오 드라마인 <계단 위의 깡패>(1964)로 시작, <슬로언씨를 즐겁게>(1964)로서 그 해 최우수 희곡상을 탔다. 오튼의 특질이 잘 나타나 있는 작품으로 자기의 아버지를 죽인 살인자임에도 불구하고 그와의 성적 관계를 지속하기 위해 남매가 그를 비호하고 공유한다는 내용인데, 야만적인 행위를 하면서도 겉으로는 의식적으로 점잖은 대화를 나누는 모순에서 희극성을 발견할 수 있다. 이러한 테크닉이 보다 큰 효과를 거두고 있는 작품이 경찰의 부패를 풍자한 <전리품(戰利品)>(1966)이다. 생전에 공연 안 된 <청지기의 목격>(1969)을 남기고 그는 동성애 친구에게 해머로 맞아 죽었다. 이 작품은 런던과 미국 공연시에 관객이 난동을 일으킬 뻔했으며 대개의 비평가들로부터 나쁜 평을 받았지만 일부 비평가는 오튼의 최고작으로 평가하고 있다.